# Њаршова (Клуж)
Њаршова (рум. Nearșova) насеље је у Румунији у округу Клуж у општини Извору Кришулуј. Oпштина се налази на надморској висини од 596 m.

## Становништво
Према подацима из 2002. године у насељу је живело 163 становника.

### Попис2002.
| Расподела становништва по националности 2002.‍ | Расподела становништва по националности 2002.‍ | Расподела становништва по националности 2002.‍ | Расподела становништва по националности 2002.‍ | Расподела становништва по националности 2002.‍ |
| --------------------------------------------- | --------------------------------------------- | --------------------------------------------- | --------------------------------------------- | --------------------------------------------- |
|                                               |                                               |                                               |                                               |                                               |
| Румуни                                        | Румуни                                        |                                               | 13                                            | 8,0%                                          |
| Мађари                                        | Мађари                                        |                                               | 150                                           | 92,0%                                         |